# Senator (Schiff)
Die Senator ist eine ehemalige Hamburger Senatsbarkasse. 

## Geschichte
Das Schiff wurde Anfang der 1940er Jahre für den Gauleiter Hamburgs, Karl Kaufmann, gebaut, allerdings wurde sie nicht vollendet. Nach dem Krieg ließ die hamburgische Strom- und Hafenbau auf der Bremer Burmester Werft aus dem Rumpf die Hamburg bauen, die wenig später von der Wasserschutzpolizei als Fahrgastschiff für offizielle Gäste übernommen wurde.
Am 1. Januar 1972 wieder vom Amt Strom- und Hafenbau übernommen, wurde sie auf Werft Pohl & Jozwiak aufwändig modernisiert. Es gab einen eleganten großen und einen kleinen Salon. Ab September 1972 diente die Senatsbarkasse unter dem Namen Strom- und Hafenbau der Bereisung des Hamburger Hafens durch Senatsgäste, unter anderem der Königin von England oder des Königs von Tonga.
Ende 2002 wurde die Senatsbarkasse aus Spargründen von der Stadt außer Dienst gestellt, womit die mit der Schaarhörn begonnene Tradition ihr Ende fand. Zuletzt waren Betriebskosten von jährlich etwa 290.000 Euro angefallen. Das Schiff wurde Anfang März 2003 für rund 150.000 Euro von einem Hamburger Barkassenunternehmer übernommen, der es als Senator wieder in Fahrt brachte.